# Chiesa di San Bartolomeo Apostolo (Casalgrande Alto, Casalgrande)
La chiesa di San Bartolomeo Apostolo è la parrocchiale di Casalgrande Alto, frazione di Casalgrande, in provincia di Reggio nell'Emilia e diocesi di Reggio Emilia-Guastalla; fa parte del vicariato della Valle del Secchia.

## Storia
La prima citazione di una chiesa a Casalgrande Alto risale al 1318.
Poco prima della metà del XVII secolo questo edificio fu demolito per far posto all'attuale parrocchiale, edificata tra il 1650 ed il 1657.
Nel 1812 fu sistemata la facciata e costruito il campanile, nel 1833 rifatto il tetto, nel 1858 ampliato il presbiterio, tra il 1880 ed il 1882 abbellita la chiesa dal pittore Casto Pedroni e, nel 1912, posato il nuovo pavimento. Nel 1935 si procedette al restauro dell'edificio. Infine, in seguito al terremoto del 1996, la chiesa fu rinforzata.